# Igreja de São Nicolau (Leipzig)

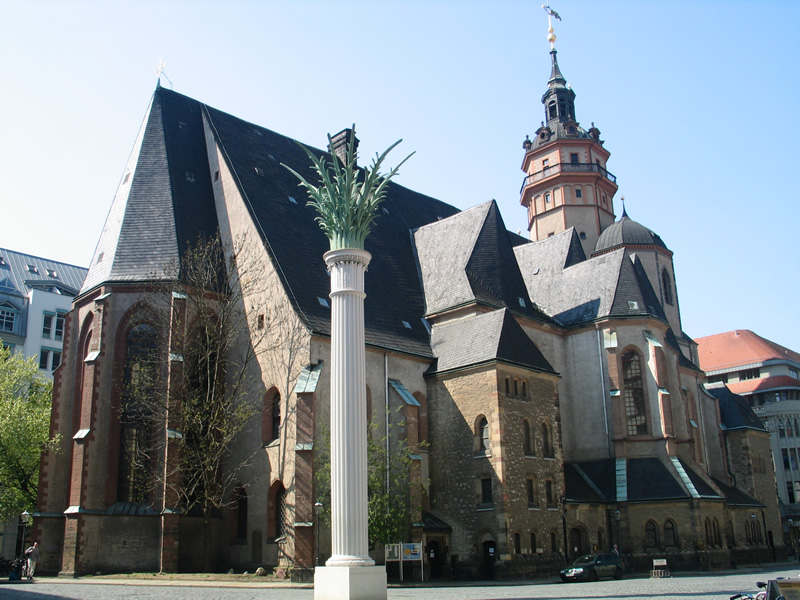
Nikolaikirche Leipzig

A St. Nikolaikirche (Igreja de São Nicolau) é uma das mais famosas igrejas de Leipzig, e se tornou famosa pelas "Montagsdemonstrationen" (Manifestações de Segunda-feira) na República Democrática da Alemanha, em 1989, quando passou a ser o centro da revolução.
A igreja foi construída próximo ao ano de 1165, quando Leipzig, ou cidade de São Nicolau (santo padroeiro dos mercadores e atacadistas) foi fundada. Situa-se no coração da cidade, na esquina de duas vias de comércio historicamente importantes. É construída parcialmente em estilo romanesco, mas foi ampliada e alargada no começo do século XVI, com um estilo mais gótico. Seu interior foi remodelado pelo arquiteto alemão Johann Carl Friedrich Dauthe, num estilo neoclássico. A igreja tem sido usada pelos protestantes desde 1539, após a Reforma Protestante; entretanto, a Igreja Católica também faz uso dela.
A igreja de São Nicolau assistiu à primeira apresentação da Paixão segundo São João de J. S. Bach, em 1724.

## References

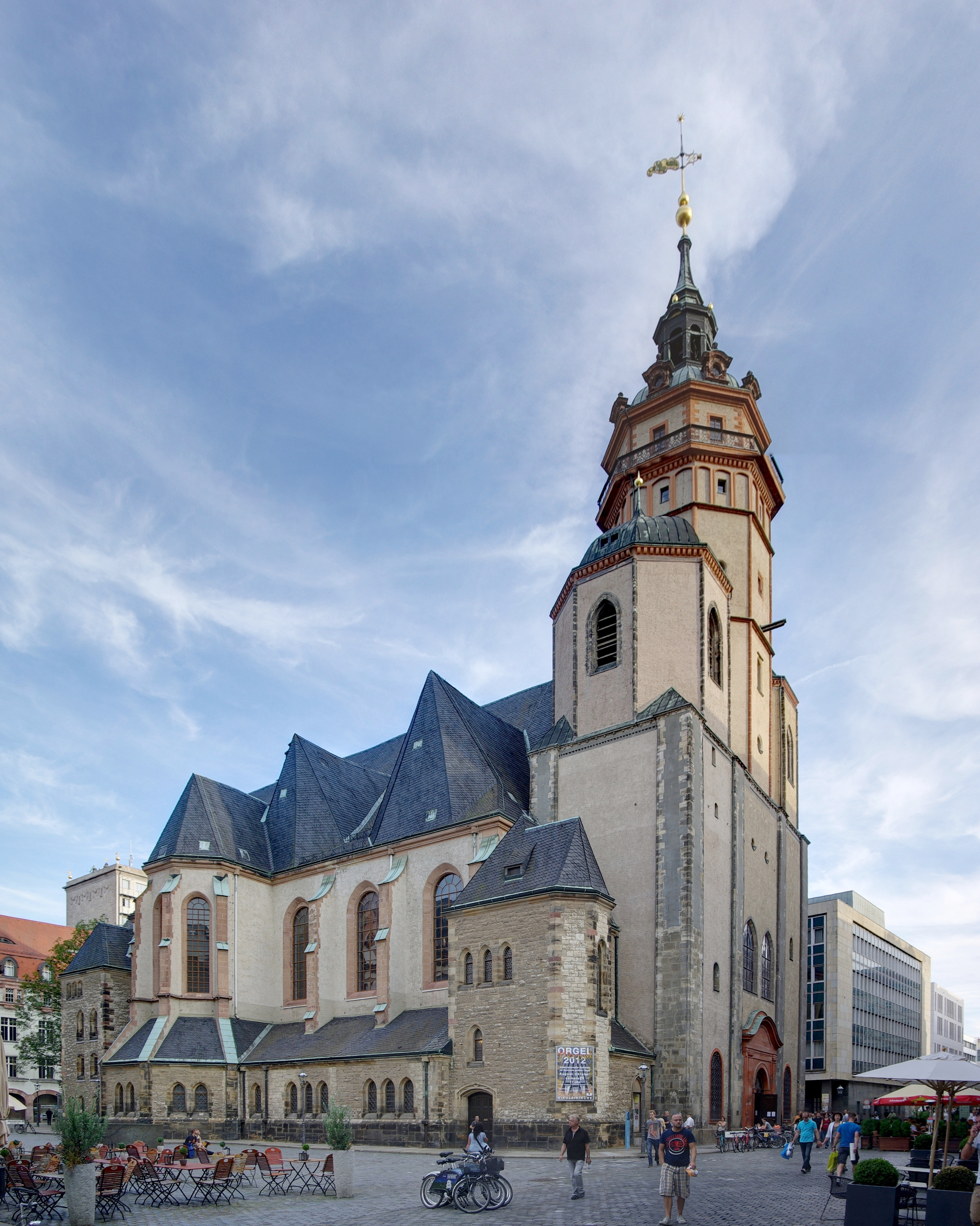
Tower of the Nikolai Church
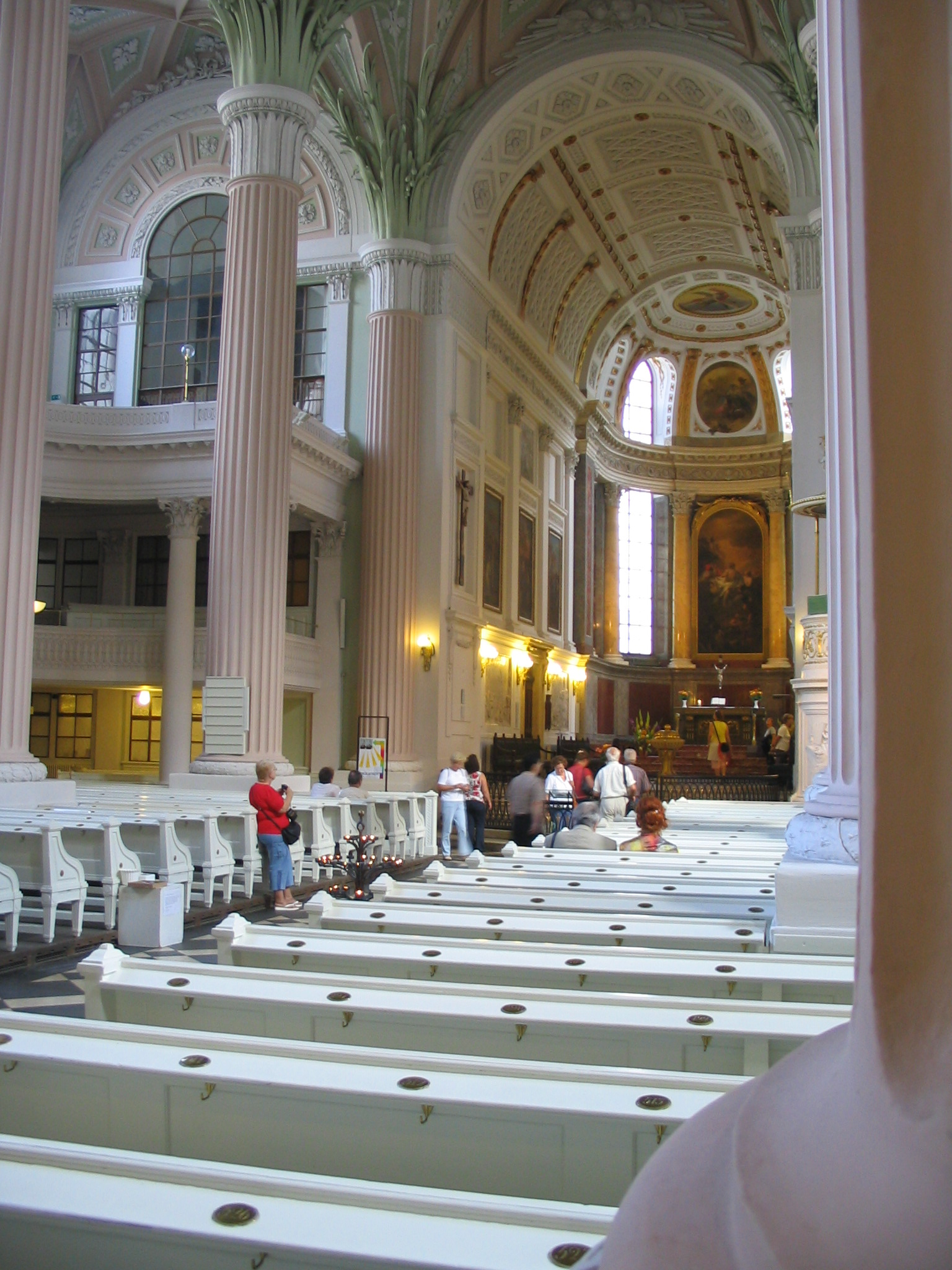
Sanctuary of the Nikolai Church
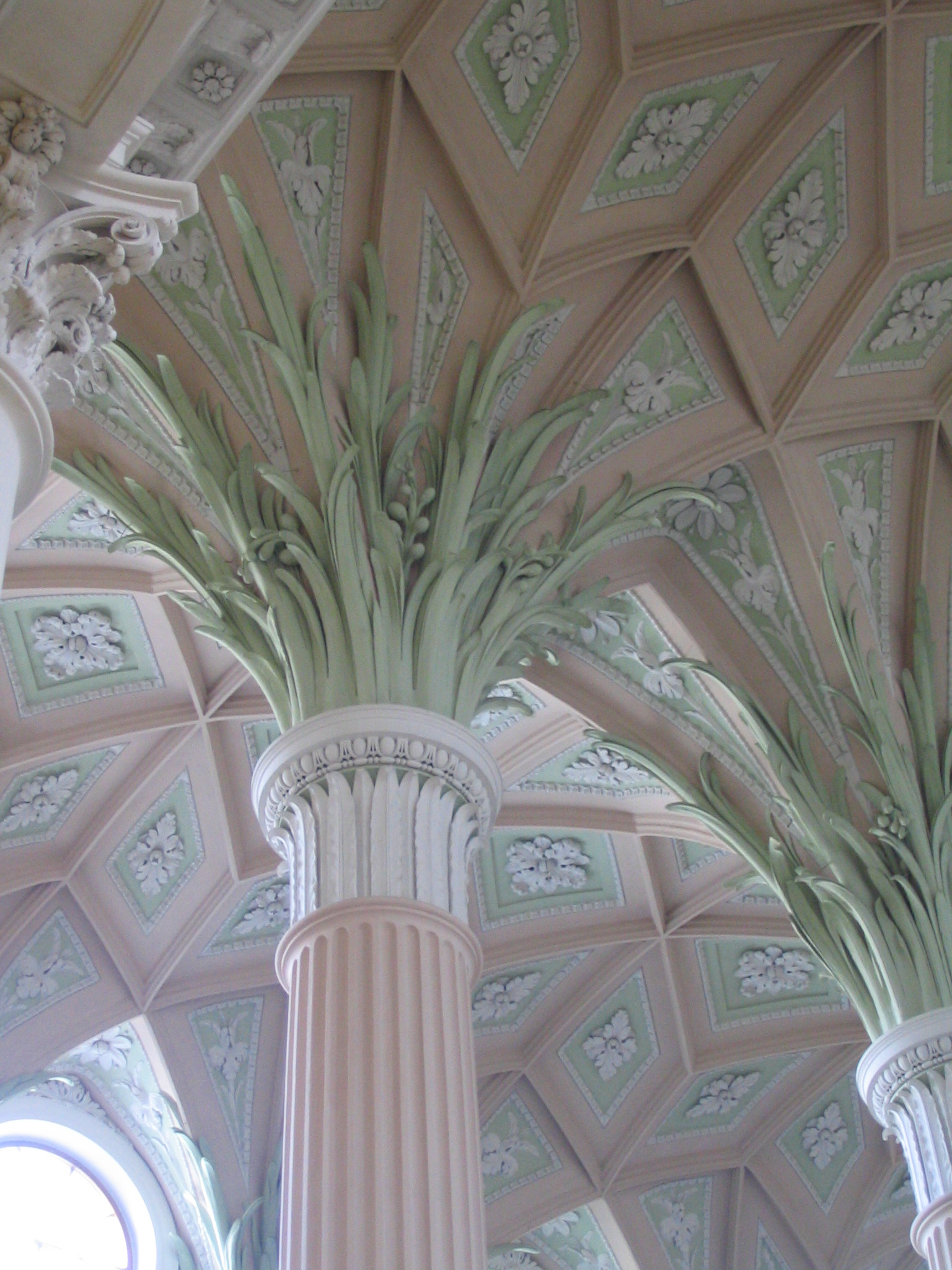
Nikolai Church column detail
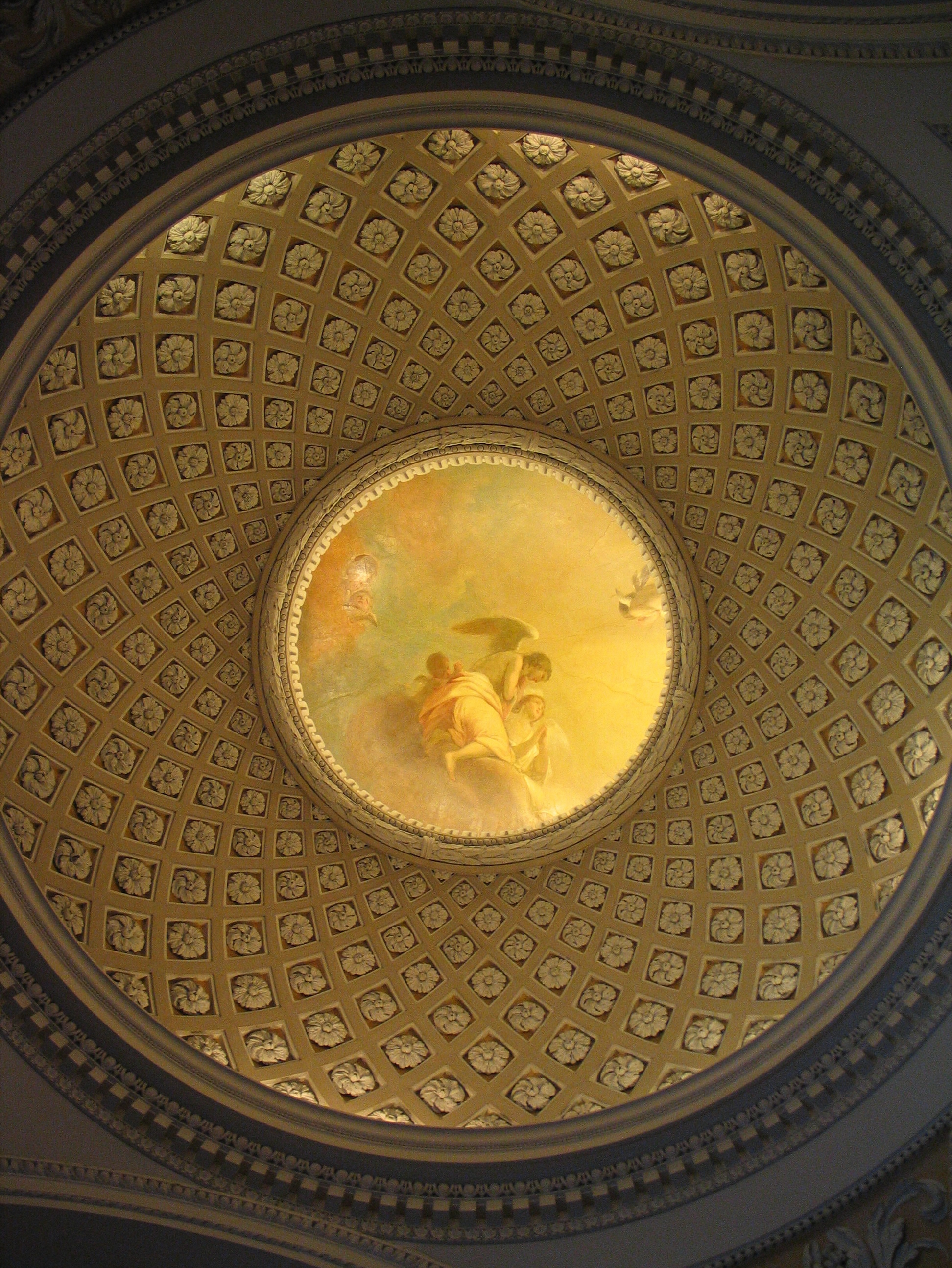
Painting by Adam Friedrich Oeser